# 2007 DS101
2007 DS101, também escrito como 2007 DS101, é um objeto transnetuniano que está localizado no Cinturão de Kuiper, uma região do Sistema Solar. Este corpo celeste é classificado como um cubewano. Ele possui uma magnitude absoluta de 6,7 e tem um diâmetro estimado com 201 km.

## Descoberta
2007 DS101 foi descoberto no dia 18 de fevereiro de 2007.

## Órbita
A órbita de 2007 DS101 tem uma excentricidade de 0,088 e possui um semieixo maior de 44,290 UA. O seu periélio leva o mesmo a uma distância de 40,396 UA em relação ao Sol e seu afélio a 48,185 UA.